# Fiat Ferroviaria

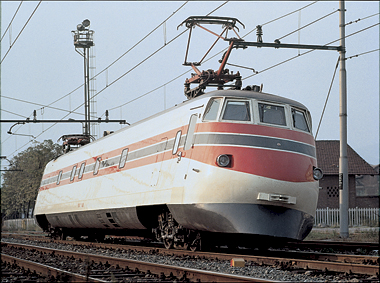
Prototyp till Pendolino från Fiat

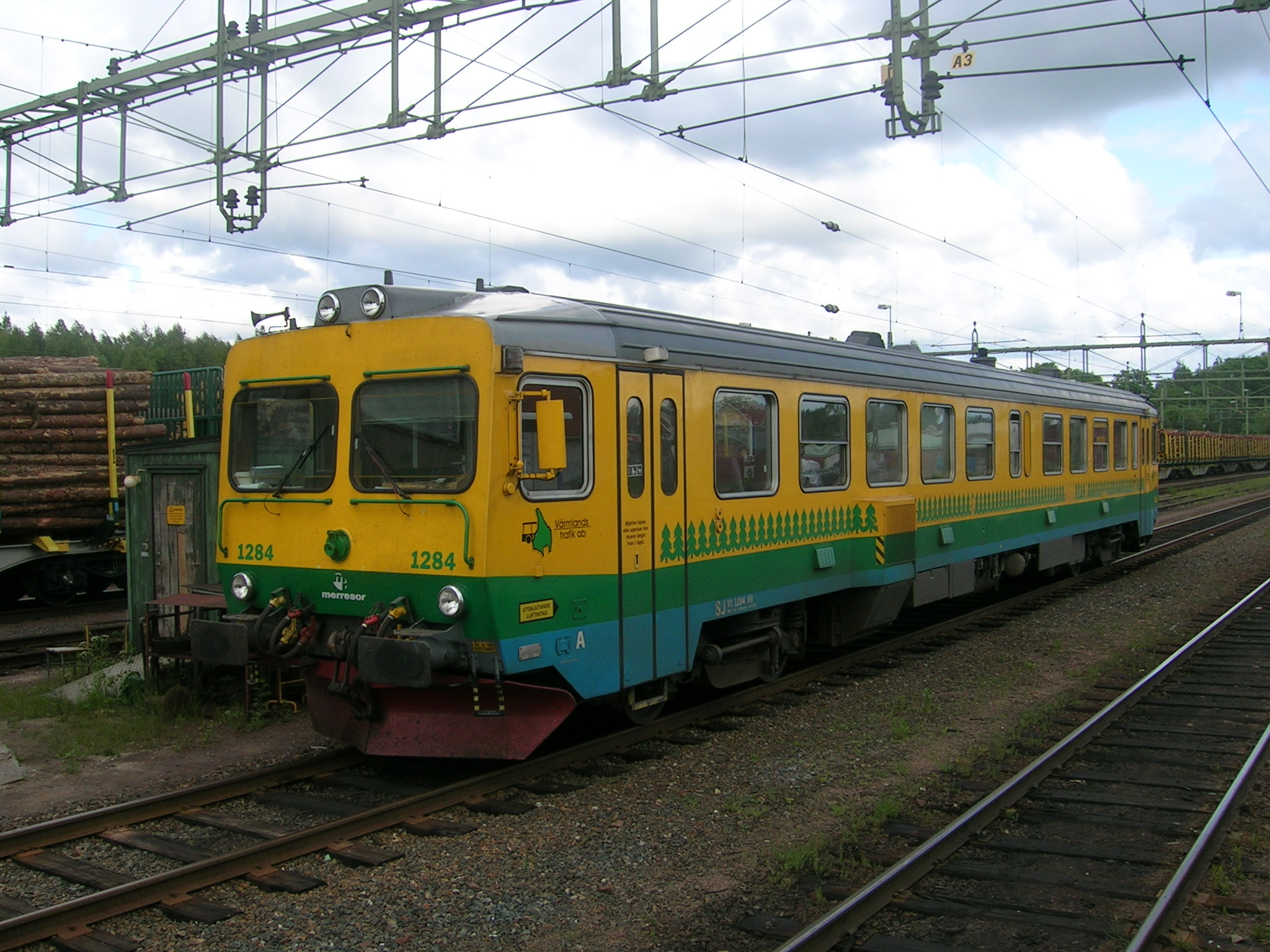
Y1-motorvagn från Fiat

Fiat Ferroviaria var Fiats järnvägsdivision som grundades 1917. På 1930-talet började bolaget tillverka lokomotiv. På 1970-talet utvecklades tågmodellen Pendolino som blev en internationell framgång där det tekniska systemet såldes till ett antal länder. Verksamheten såldes till Alstom 2000.
SJ:s Y1-motorvagn levererades 1979 av Fiat Ferroviaria.